# Jackpot Juicer
Jackpot Juicer è il decimo album in studio del gruppo musicale statunitense Dance Gavin Dance, pubblicato il 29 luglio 2022 da Rise Records.

## Tracce
1. Untitled 2 – 0:34
2. Cream of the Crop – 3:39
3. Synergy (featuring Rob Damiani) – 3:17
4. Holy Ghost Spirit – 3:50
5. For the Jeers – 4:11
6. Ember – 3:46
7. Pop Off! – 3:08
8. One Man's Cringe – 3:43
9. Feels Bad Man – 3:19
10. Die Another Day – 3:41
11. Two Secret Weapons – 3:30
12. Polka Dot Dobbins – 2:45
13. Long Nights in Jail – 3:04
14. Back on Deck – 3:32
15. Current Events – 4:17
16. Pray to God for Your Mother – 3:49
17. Swallowed by Eternity – 5:04
18. Have a Great Life – 3:48

## Formazione
Dance Gavin Dance
- Tim Feerick – basso
- Jon Mess – voce
- Matt Mingus – batteria, percussioni
- Tilian Pearson – voce
- Will Swan – chitarra
- Andrew Wells – chitarra (1–16, 18), voce (5, 8, 15, 17–18), cori (7, 9–14, 16)

Altri musicisti
- Rob Damiani – voce (3)
- Louis Baltazar – chitarra (3, 4)
- Martin Bianchini – chitarra (17)
- Sergio Medina – chitarra (14)
- Yoed Nir – violoncello, viola (1)
- Chen Shenhar – violino (1)

## Classifiche
| Classifica (2022) | Posizione raggiunta |
| ----------------- | ------------------- |
| Stati Uniti       | 8                   |